# 할매꽃
"할매꽃"(Grandmother's Flower)은 한국에서 제작된 문정현 감독의 2007년 다큐멘터리 영화이다. 나경순 등이 주연으로 출연하였다.

## 출연

### 주연
- 나경순
- 문정현

## 기타
- 음향: 표용수
- 광고디자인: 최지웅
- 광고디자인: 박동우
- 애니메이션: 강재석
- 마케팅부문: 조계영
- 마케팅부문: 한혜미
- 마케팅부문: 남희승
- 마케팅부문: 서상덕
- 배급부문: 곽용수
- 배급부문: 한소명
- 배급부문: 남희승
- 배급부문: 김화범
- 배급부문: 곽미현
- 배급부문: 장은미
- 배급부문: 이상엽
- 배급부문: 임창은
- 배급부문: 김하나
- 시각효과부문: 김진주
- 포스터: 강재석
- 번역: 신오영
- 번역: 송승하
- 번역: 메리 캐서린 올슨